# نیکلاس لمائیتر
نیکلاس لمائیتر (انگلیسی: Nicolas Lemaître؛ زادهٔ ۱۲ ژانویهٔ ۱۹۹۷) بازیکن فوتبال اهل فرانسه است.
از باشگاه‌هایی که در آن بازی کرده‌است می‌توان به باشگاه فوتبال استاد رنس اشاره کرد.